# Ixora piresii
Ixora piresii är en måreväxtart som beskrevs av Julian Alfred Steyermark. Ixora piresii ingår i släktet Ixora och familjen måreväxter. Inga underarter finns listade i Catalogue of Life.